# محمد الباسوسي
محمد الباسوسي، (1962 -) هو كاتب سيناريو مصري.

## حياته ونِشأته
تخرج من المعهد العالى للسينما عام 1985 وهو الأول على قسم السيناريو في دفعته بتقدير جيد جدًا. بدأ العمل مبكرا وهو طالب بالمعهد وتم تصوير أول افلامه (دموع الشيطان) وهو مايزال طالبًا بين السنة الثالثة إلى الرابعة.

## مسيرته
عمل منذ منتصف الثمانينات تقريبًا في كتابة سيناريوهات لأفلام ومسلسلات وصل عددها إلى أكثر من ثلاثين عملًا، يذكر منها كتابته لسيناريوهات أفلام (دموع الشيطان - ممنوع في مدرسة البنات - السقوط - امرأة وخمسة رجال - إمبراطورية الشر) و(الجنسية مصري) في 2012، كذلك في مسلسلات يذكر منها (أحلام سليمان - صراع الأقوياء - البحار مندي - راجعلك يا اسكندرية - جريمة في الساحل الشمالي - الفوريجي).

## أعماله
- دموع الشيطان (فيلم)
- ممنوع في مدرسة (فيلم)
- البنات (فيلم)
- السقوط (فيلم)
- امرأة وخمسة رجال (فيلم)
- إمبراطورية الشر (فيلم)
- أحلام سليمان (مسلسل)
- صراع الأقوياء (مسلسل)
- البحار مندي (مسلسل)
- راجعلك يا اسكندرية (مسلسل)
- جريمة في الساحل الشمالي (مسلسل)
- الفوريجي (مسلسل)[6] [7]

## وصلات خارجية
- محمد الباسوسي على موقع IMDb (الإنجليزية)
- محمد الباسوسي على موقع قاعدة بيانات الأفلام العربية